# Hawi (pel·lícula)
Hawi (àrab: هاوي, Hāwī) és una pel·lícula de cinema independent, coproducció d'Egipte i Qatar de l'any 2010, dirigida per Ibrahim El-Batout a partir d'un guió propi. Hawi, en àrab, significa ‘mag’ o ‘malabarista’.
Cap a l'inici del film apareixen membres de la banda de música Massar Egbari rondinant per la falta de compromís cap al seu art i gairebé 90 minuts més tard, se'ls mostra treballant en la cançó del títol, les lletres de la qual, com ara, «vaig aprendre a extreure un tros de pa de les costelles de la pobresa», que es refereixen a tots aquells que han après a lliurar les seves batalles invisibles per a mantenir la dignitat, tracten de lligar les lluites dels personatges amb la pobresa espiritual i econòmica.

## Argument
Youssef, Ibrahim i Fadi han estat 20 anys junts en la mateixa presó. Acaben d'alliberar a Youssef perquè trobi uns documents confidencials. Després de 20 anys, Ibrahim vol tornar a veure la seva filla, que assaja amb el músic Fady, el tercer pres. A més d'aquests tres homes, a Hawi també coneixerem un vell genet que vol curar el seu estimat cavall i un presentador de televisió que necessita un convidat per al seu programa. Tots busquen alguna cosa o algú en aquest retrat caleidoscòpic de la solitud i la desesperació a l'Egipte actual.

## Comentari
Jay Weissberg a Variety va dir que el film «ofereix una inusual mirada d'Alexandria que, com en pel·lícules anteriors com a Ull del Sol, privilegia l'estat d'ànim per sobre la construcció narrativa, per la qual cosa mentre els temes són evidents, la imatge és feble respecte de la connexió dels seus personatges». El director «té una propensió gairebé religiosa a filmar sense limitacions i amb els pressupostos pràcticament inexistents, aconseguint que l'elenc i els demés participants, en gran part no professionals, treballin sense guions fixos, amb el resultat romanent com a única promesa de pagament. És, sens dubte, un treball d'amor, profundament sentit, i El Batout actua com a escriptor, conductor i un dels protagonistes».
Opina, finalment, que «la visió d'El Batout d'Alexandria és fascinant, a quilòmetres de les assolellades o elegants imatges costaneres que solen veure's en aquesta ciutat més occidental d'Egipte. En el seu lloc, la majoria de la pel·lícula, especialment la primera meitat, està filmada sense lluentor, sense polir, i la qualitat del so desigual».
Aquest film «és d'aquest genuí cinema independent —fet amb recursos modestos però amb profunds professionalisme i passió— que no solament aconsegueix l'estàndard internacional sinó que pot competir mundialment sense temor amb el realitzat amb fabulosos pressupostos».

## Distincions i premis premis
La pel·lícula va ser beneficiada amb el fons postproducció Hubert Bals del Festival Internacional de Cinema de Rotterdam de 2010 i era la primera del seu país en la seva categoria a rebre'l.
En la segona edició del Festival de Cinema de Tribeca de Doha, Hawi va ser l'únic film d'Egipte que va entrar en competició en la categoria de Cinema Àrab i un dels 4 que s'estrenaven mundialment. Amb aquesta pel·lícula Ibrahim El-Batout va guanyar el premi al millor director en la categoria de Cinema Àrab.
Hawi va ser nominada al Taormina Film Fest de 2011 al Premi Toro d'Or.